# Omorgus quadridens
Omorgus quadridens là một loài bọ cánh cứng trong họ Trogidae.